# Juan Barahona (judoka)
Juan Antonio Barahona Nieves (15 de febrero de 1978) es un deportista ecuatoriano que compitió en judo. Ganó una medalla de bronce en el Campeonato Panamericano de Judo de 2003 en la categoría de –60 kg.

## Palmarés internacional
| Campeonato Panamericano | Campeonato Panamericano | Campeonato Panamericano | Campeonato Panamericano |
| Año                     | Lugar                   | Medalla                 | Categoría               |
| ----------------------- | ----------------------- | ----------------------- | ----------------------- |
| 2003                    | Salvador (Brasil)       | Medalla de bronce       | –60 kg                  |